# Conzattia multiflora
Conzattia multiflora là một loài thực vật có hoa trong họ Đậu. Loài này được (Robinson) Standl. miêu tả khoa học đầu tiên.